# Ольшево (Сьредський повіт)
Ольшево (пол. Olszewo, нім. Erlau) — село в Польщі, у гміні Сьрода-Велькопольська Сьредського повіту Великопольського воєводства.
Населення — 167 осіб (2011).
У 1975-1998 роках село належало до Познанського воєводства.

## Демографія
Демографічна структура станом на 31 березня 2011 року:
|          | Загалом | Допрацездатний вік | Працездатний вік | Постпрацездатний вік |
| -------- | ------- | ------------------ | ---------------- | -------------------- |
| Чоловіки | 80      | 19                 | 57               | 4                    |
| Жінки    | 87      | 29                 | 42               | 16                   |
| Разом    | 167     | 48                 | 99               | 20                   |